# Massimo Cierro
Massimo Cierro (Napoli, 7 maggio 1964) è un ex tennista italiano.

## Biografia
In carriera ha raggiunto due finali nel doppio all'ATP Saint-Vincent nel 1987 e nel 1989, entrambe in coppia con il connazionale Alessandro De Minicis.
Nel 1992 vinse la medaglia d'argento in singolare agli XI Giochi del Mediterraneo di Atene, perdendo in finale contro Stefano Pescosolido.
Ha vinto due edizioni del singolare nei campionati assoluti, nel 1991, battendo in finale Paolo Pambianco, ritiratosi per un infortunio nel corso del secondo set, e nel 1992, quando la spuntò in cinque partite su Massimo Valeri.

## Statistiche

### Doppio

#### Finali perse (2)
| Numero | Anno           | Torneo                           | Superficie  | Compagno              | Avversari in finale         | Punteggio |
| 1.     | 16 agosto 1987 | ATP Saint-Vincent, Saint-Vincent | Terra rossa | Alessandro De Minicis | Charles Cox Michael Fancutt | 3-6, 4-6  |
| 2.     | 20 agosto 1989 | ATP Saint-Vincent, Saint-Vincent | Terra rossa | Alessandro De Minicis | Josef Čihák Cyril Suk       | 4-6, 2-6  |